# Maria Nysted Grønvoll
Maria Nysted Grønvoll (* 22. Januar 1985) ist eine ehemalige norwegische Skilangläuferin.

## Werdegang
Grønvoll gab ihr Debüt im Skilanglauf-Weltcup im März 2008 in Drammen, wo sie im Sprint Platz 51 erreichte. Ihre ersten Weltcuppunkte erreichte sie bei ihrem insgesamt dritten Start im Weltcup im Februar 2011 in Drammen mit Rang 18 im Sprint. Weitere Punkteplatzierungen in Weltcupsprints gelangen Grønvoll in Düsseldorf im Dezember 2011 mit Rang 25, in Mailand im Februar 2012 mit Platz 27, als 20. im März 2012 in Lahti sowie mit Platz 17 in Québec im Dezember 2012, in Liberec im Januar 2013 mit Rang 18 und in Asiago im Dezember 2013 mit Platz 30. Im Scandinavian Cup gewann Grønvoll im Februar 2012 in Albu einen Sprint und erreichte einen Tag später über 10 km klassisch sowie bereits zuvor im Dezember 2011 in Vuokatti über 10 km Freistil jeweils den zweiten Platz. In der Gesamtwertung des Scandinavian Cups belegte sie am Ende der Saison 2011/12 Platz zwei. Letztmals im Weltcup startete sie im März 2014 in Drammen, wobei sie den 40. Platz im Sprint errang.

## Siege bei Continental-Cup-Rennen
| Nr. | Datum            | Ort  | Disziplin             | Serie            |
| --- | ---------------- | ---- | --------------------- | ---------------- |
| 1.  | 11. Februar 2012 | Albu | 1 km Sprint klassisch | Scandinavian Cup |